# Plavja (okres Mukačevo)
Plavja, česky dříve Plavia (ukrajinsky Плав'я, maďarsky Zsilip) je osada obce Dusyno, ve svaljavské městské komunitě v okrese Mukačevo, v Zakarpatské oblasti Ukrajiny. V období mezi světovými válkami byla  součástí první československé republiky. V roce 2025 zde žilo 845 obyvatel.
Ve vsi je přírodní památka – několk staletí starý dub.